# ده فرمان اخلاق رایانه‌ای
ده دستور اخلاقی در رایانه (به انگلیسی: Ten Commandments of Computer Ethics) در سال ۱۹۹۲ توسط مؤسسه اخلاق رایانه ای واقع در واشینگتن دی سی ایجاد شد. این دستورها در مقاله ای تحت عنوان «به دنبال ده فرمان برای اخلاق رایانه» که توسط Ramon C. Barquin نوشته، و به عنوان ابزاری برای ایجاد «مجموعه ای از استانداردها برای راهنمایی و آموزش مردم در استفاده اخلاقی از رایانه» معرفی شده‌است. این دستورها در ادامهٔ یادداشت هیئت مشاوره اینترنتی دربارهٔ اخلاق که در سال ۱۹۸۷تالیف شده، هستند ده فرمان اخلاقی در رایانه، برگرفته از سبک باستانی ده فرمان را از کتاب مقدس King James می‌باشد
ده دستور اخلاقی در رایانه به‌طور گسترده و وسیعی در ادبیات اخلاقی رایانه نقل شده‌اند اما مورد پذیرش جامعه هکرها و برخی از آکادمی‌ها قرار نگرفته و با انتقاداتی مواجه شده‌است. به عنوان مثال، دکتر بن فیر ودر از "مرکز محاسبات و مسئولیت‌های اجتماعی این دستورها را "ساده انگارانه" و بیش از حد محدود کننده توصیف کرده‌است.
ISC2، یکی از رهبران اندیشه در صنعت امنیت اطلاعات، در تدوین قوانین اخلاقی خود، به این ده دستور اشاره کرده‌است.

## ده دستور اخلاقی در رایانه
1. برای آسیب رساندن به دیگران نباید از رایانه استفاده کنید.
2. نباید در کارکردن افراد با رایانه، اختلال ایجاد کنید.
3. نباید فایل‌های کامپیوتری افراد را جستجو کنید.
4. از رایانه برای دزدی استفاده نکنید.
5. برای ادعای دروغین از رایانه استفاده نکنید
6. -هرگز نرم‌افزار اختصاصی را کپی نکنید یا از آن استفاده نکنید (بدون اجازه).
7. نباید از منابع رایانه افراد دیگر بدون اجازه یا بدون پرداخت هزینهٔ آن استفاده کنید.
8. نباید حاصل افکار دیگران را به نام خود ثبت کنید.
9. باید از عواقب اجتماعی آنچه که می‌نویسید یا سیستمی که طراحی می‌کنید آگاه باشید.

۱۰- همیشه باید طوری از رایانه استفاده کنید که اطمینان و احترام سایر افراد را تضمین کند.

### تفسیر
- دستور اول

به بیان ساده‌تر: از رایانه در مسیری که به دیگران آسیب می‌زند استفاده نکنید
توضیح: این دستور بیان می‌کند که آسیب زدن به سایر کاربران با رایانه کارغیراخلاقی است. این امر شامل آسیب رساندن یا خراب کردن داده‌ها یا فایل‌های کاربران دیگر می‌شود. در این دستور آمده‌است که استفاده از رایانه برای سرقت اطلاعات شخصی کسی، کاردرستی نیست. دستکاری یا از بین بردن فایل‌های سایر کاربران از نظر اخلاقی ناشایست است. نوشتن برنامه‌هایی که منجر به سرقت، کپی یا دستکاری غیرمجاز به داده‌های سایر کاربران می‌شود، غیراخلاقی است. همچنین ورود به مسائلی مانند هک کردن، ارسال هرزنامه، فیشینگ یا قلدری در فضای مجازی با اخلاق رایانه سازگار نیست.
- دستور دوم

به بیان ساده‌تر: نباید با استفاده از ابزار رایانه ای در کار کاربران دیگر تداخل ایجاد کنید.
توضیح: از نرم‌افزارهای رایانه ای می‌توان در جهت ایجاد مزاحمت برای سایر کاربران یا ایجاد اختلال در کار آنها استفاده کرد. به عنوان مثال ویروس‌ها، برنامه‌هایی هستند که به منظور آسیب رساندن به برنامه‌های مفید رایانه یا تداخل در عملکرد طبیعی آنها به کار می‌روند. نرم‌افزارهای مخرب می‌توانند عملکرد رایانه‌ها را به روش‌های بیشتری مختل کرده و تحت تأثیر قرار بدهند. این کار ممکن است با استفادهٔ بیش از حد از منابع رایانه باعث پر شدن حافظه شود و سرعت عملکرد آن را کاهش دهد. همچنین ممکن است باعث به اشتباه انداختن رایانه یا ایجاد وقفه در برنامه در حال اجرا شود. استفاده از نرم‌افزارهای مخرب برای حمله به رایانه غیراخلاقی است.
- دستور سوم

به بیان ساده‌تر: از داده‌های رایانهٔ فرد دیگری جاسوسی نکنید.
توضیح: ما می‌دانیم که خواندن نامه شخصی یک نفر کار اشتباهی است. در همین راستا، خواندن پیام‌های ایمیل و فایل‌های افراد دیگر نیز اشتباه است. بدست آوردن اطلاعات از فایل‌های شخصی دیگران چیزی کمتر از ورود بی اجازه به اتاق او نیست. جستجو در فایل‌های شخصی و خواندن پیام شخصی دیگران نقض حریم شخصی وی محسوب می‌شود. استثناهایی برای آن وجود دارد. به عنوان مثال، زمانی که علیه استفاده غیرقانونی از رایانه‌ها انجام می‌شود جاسوسی لازم است و نمی‌توان آنرا غیراخلاقی خواند. برای مثال، سازمان‌های اطلاعاتی که بر روی پرونده‌های جرایم رایانه‌ای کار می‌کنند نیاز به جاسوسی در فعالیت‌های اینترنتی مظنونین دارند.
- دستور چهارم

به بیان ساده‌تر:نباید از ابزار رایانه ای برای دزدی اطلاعات استفاده کنید.
توضیح: سرقت اطلاعات حساس یا افشای اطلاعات محرمانه شبیه یک سرقت خوب است. به دست آوردن اطلاعات شخصی کارکنان از یک پایگاه‌داده اداری یا سوابق بیمار از پایگاه‌داده بیمارستان یا اطلاعاتی مثل اینها که محرمانه هستند، اشتباه است. به همین ترتیب، ورود به یک حساب بانکی برای جمع‌آوری اطلاعات مربوط به حساب یا دارنده حساب اشتباه است. انتقال الکترونیکی غیرقانونی پول نوعی تقلب است. با استفاده از فناوری‌های رایانه ای، دزدیدن اطلاعات بسیار آسان‌تر شده‌است. از رایانه‌های می‌توان برای ذخیره‌سازی اطلاعات به سرقت رفته استفاده کرد.
- دستور پنجم

به بیان ساده‌تر: در گسترش اطلاعات نادرست با استفاده از فناوری رایانه، سهیم نباشید.
توضیح: امروزه با وجود اینترنت، اطلاعات بصورت ویروسی گسترش پیدا می‌کنند. این به این معنی است که اخبار غلط یا شایعات می‌توانند به سرعت از طریق شبکه‌های اجتماعی یا ایمیل پخش شوند. درگیر شدن در جریان این اطلاعات نادرست غیراخلاقی است. ایمیل‌ها و تبلیغات بالاپر عموماً برای انتشار اطلاعات غلط یا هشدارهای نادرست و تنها با هدف فروش محصولات استفاده می‌شوند. ایمیل‌هایی از منابع غیرقابل اطمینان که حاوی تبلیغات برای محصولات خاصی هستند یا باهدف گسترش اطلاعات غیرقابل باور ارسال شده‌اند غیر معمول نیستند. دخالت مستقیم یا غیر مستقیم در جریان اطلاعات غلط، از نظر اخلاقی نادرست است. دادن اطلاعات نادرست می‌تواند به احزاب یا سازمان‌های دیگری که تحت تأثیر این موضوع خاص قرار دارند آسیب برساند.
- دستور ششم

به بیان ساده‌تر: از کپی کردن نرم‌افزار یا خرید نسخه‌های کپی آن خودداری کنید. هزینه‌های نرم‌افزار را پرداخت کنید مگر اینکه رایگان باشد.
توضیح: مانند هر اثر ادبی یا هنری دیگر، نرم‌افزار حق کپیرایت دارد. یک قطعه از کدها، اثر اصلی فردی است که آن را ایجاد کرده‌است. حق چاپ و انتشار آن به نام وی است. در مواردی که توسعه دهنده نرم‌افزاری را برای سازمانی که در آن کار می‌کند می‌نویسد، سازمان حق کپی رایت آن را در اختیار خواهد داشت. رعایت حق کپیرایت الزامی است مگر اینکه سازندگان آن خلاف آن را اعلام کنند. به دست آوردن نسخه‌های غیرقانونی از نرم‌افزارهای دارای حق کپی رایت غیراخلاقی است و دیگران را تشویق می‌کند که به صورت غیرقانونی آن را کپی کنند.
- دستور هفتم

به بیان ساده‌تر: از منابع کامپیوتر دیگری استفاده نکنید مگر اینکه اجازه آن را داشته باشید.
توضیح: سیستم‌های چند کاربره دارای رمزعبورهای خاص برای کاربران هستند. شکستن رمز ورود کاربر دیگر و در نتیجه ورود به فضای خصوصی وی غیراخلاقی است. هک کردن رمزهای عبور برای دسترسی غیرمجاز به یک سیستم رایانه ای محافظت شده که از رمز عبور استفاده می‌کند، اخلاقی نیست. دسترسی به داده‌هایی که مجاز به دسترسی به آنها نیستید یا بدون اجازه کاربر دیگر به آنها دسترسی پیدا می‌کنید اخلاقی نیست.
- دستور هشتم

به بیان ساده‌تر: ادعای مالکیت بر روی اثری که خروجی تفکر و فرد دیگری است اشتباه است.
توضیح: نرم‌افزارهایی که توسط یک توسعه دهنده نرم‌افزار توسعه می‌یابند، دارایی او هستند. اگر او با یک سازمان کار می‌کند، آن‌ها دارایی سازمان هستند. کپی و انتشار آنها به نام خود، غیراخلاقی است. این امر هر کار خلاقانه، مثل برنامه‌نویسی یا طراحی را شامل می‌شود. ایجاد مالکیت بر کاری که متعلق به شما نیست از نظر اخلاقی نادرست است.
- دستور نهم

به بیان ساده‌تر: قبل از توسعه یک نرم‌افزار، به تأثیر اجتماعی که می‌تواند داشته باشد فکر کنید.
توضیح: نگاهی به پیامدهای اجتماعی که یک برنامه می‌تواند داشته باشد، یک چشم‌انداز وسیع تری از نگاه فناوری را توصیف می‌کند. یک نرم‌افزار رایانه ای بعد از انتشار، بدست میلیون‌ها نفر می‌رسد. نرم‌افزارها مانند بازی‌های ویدیویی و انیمیشن‌های رایانه ای می‌تواند تأثیر اجتماعی بر کاربران خود داشته باشد. برای مثال زمانی که روی فیلم‌های انیمیشن یا طراحی بازی‌های ویدیویی کار می‌شود این مسیولیت برنامه‌نویس است تا مخاطبان / کاربران هدف خود را درک کند و از تأثیری که ممکن است بر آن‌ها داشته باشد آگاهی داشته باشد. به عنوان مثال، یک بازی رایانه ای برای کودکان نباید محتوایی داشته باشد که روی آنها تأثیر منفی بگذارد. همچنین، نوشتن نرم‌افزارهای مخرب از نظر اخلاقی نادرست است. یک توسعه دهنده / شرکت توسعه دهنده نرم‌افزار باید تأثیری را که کد آنها می‌تواند در جامعه کل داشته باشد، در نظر بگیرد.
- دستور دهم

به بیان ساده‌تر: زمانی که از کامپیوتر از برای برقراری ارتباط استفاده می‌کنید، با اعضا مودبانه و محترمانه رفتار کنید.
توضیح: آداب ارتباطی که در دنیای واقعی آن را رعایت می‌کنیم، در ارتباطات از طریق رایانه نیز صدق می‌کند. زمانی که فردی با دیگران ازطریق اینترنت ارتباط برقرار می‌کند باید رفتار محترمانه ای داشته باشد. فرد نباید در حریم خصوصی دیگران دخالت کند، از کلمات توهین آمیز استفاده کند، اظهارات نادرست ایراد کند یا سخنانی غیرمسئولانه در مورد دیگران بیان کند. فرد باید هنگام برقراری ارتباط از طریق اینترنت مؤدب باشد و به وقت و منابع دیگران احترام بگذارد، همچنین باید مراقب کاربران تازه‌کار باشد.